# ティムル・カパーゼ
ティムル・カパーゼ（Timur Kapadze、1981年9月5日 - ）は、ウズベキスタン、フェルガナ出身の元同国代表サッカー選手、サッカー指導者。現役時代のポジションはMF。メスヘティア・トルコ人である。
Kリーグ時代の登録名はカパーゼ（ハングル: 카파제）。
ボランチの他、トップ下、ウイングでもプレイできる。大きな体を生かした縦への突破が持ち味。

## 経歴

### クラブ
1998年、ネフチ・フェルガナでサッカー選手としてのキャリアを始めた。2002年にFCパフタコール・タシュケントに移籍し、数々のタイトル獲得に貢献した。2011年2月、韓国の仁川ユナイテッドに移籍。自身のキャリアにおいて初となる海外クラブであったが、レギュラーとして28試合に出場し、4得点を挙げた。2012年1月、アラブ首長国連邦のAl Sharjahに移籍。2012年6月14日、ウズベキスタン代表で同僚のアレクサンドル・ゲインリフと共にカザフスタンのFCアクトベに移籍をした。

### 代表
2002年5月14日、スロバキア代表との親善試合でウズベキスタン代表デビューを果たした(この試合ではアレクサンドル・ゲインリフもデビューしている)。AFCアジアカップ2011ではウズベキスタン最高位となる4位進出に貢献した。ウズベキスタン代表では最多出場記録を持っている。

### 指導者
2018年に短期間サッカーウズベキスタン代表監督を務めた。
2021年から2024年までパリオリンピック出場を目指すU-23サッカーウズベキスタン代表およびその世代の選手で構成されるFCオリンピック・タシュケントの監督を務め、初出場を果たした。
2025年1月22日、健康上の問題を理由に退任したスレチコ・カタネッツの後任としてウズベキスタン代表監督に再び就任した。